# Colin Deans
Colin Thomas Deans (Hawick, 3 maggio 1955) è un ex rugbista a 15 britannico, internazionale per la Scozia, che giocava nel ruolo di tallonatore.
Ha indossato la maglia della Nazionale scozzese per la prima volta il 4 febbraio 1978 contro la Francia (19-16 per i francesi), mentre l'ultima presenza con la nazionale è del 6 giugno 1987, contro la Nuova Zelanda (30-3 per i neozelandesi).